# Joe Rogan
Joseph "Joe" James Rogan (født 11. august 1967 i Newark, New Jersey i USA) er en amerikansk podcastvært, MMA-kommentator, standupkomiker og tidligere tv-vært og skuespiller. Joe Rogan er i dag mest kendt for sin populære podcast ved navn The Joe Rogan Experience, hvor han samtaler med indbudte gæster om alt fra kampsport til politik. Det er i dag (pr. medio 2021) den mest lyttede til podcast i USA.
I Danmark er han kendt for at have været tv-vært på Fear Factor, som blev sendt på TV3. Rogan har også haft en rolle i tv-serien NewsRadio. Joe Rogan er også kommentator for den amerikanske MMA-organisation Ultimate Fighting Championship (UFC). Han er også en kendt cannabisfortaler og medvirker i pro-cannabis dokumentaren The Union fra 2007.

## Tidlige liv og uddannelse
Rogan startede med at deltage i Little League Baseball men udviklede en interesse for kampsport i sine tidlige teenageår. Som 14-årig startede han til karate og begyndte at konkurrere i Taekwondo-konkurrencer. Som 19-årig vandt han US Open Championship-turneringen.
Han gik på University of Massachusetts Boston men fandt det meningsløst og droppede fra før han fik sin bachelor.
Rogan begyndte sin standup-karriere i august i 1988 i Boston-området. To år senere flyttede han til New York og i 1994 til Los Angeles.

## Privatliv
Før 2001, var Rogan i et forhold med skuespillerinden og realitystjernen Jerri Manthey. I maj 2008, fik Rogan og hans kæreste Jessica Schimmel (en tidligere cocktail-tjerner) en datter. De blev gift det efterfølgende år, og fik deres anden datter i 2010. Familien bor i Bell Canyon i Californien. I midten af 2009, før deres andet barn blev født boede de kort i Boulder i Colorado. Rogan er også stedfar til sine kones datter fra et andet forhold. Han har stress-relateret vitiligo på sine hænder og føder.
Rogan blev interesseret i brasiliansk Jiu-Jitsu efter at have set Royce Gracie kæmpe på UFC 2: No Way Out i 1994. I 1996, begyndte Rogan at træne brasiliansk jiu-jitsu hos Carlson Gracie i hans skole i Hollywood i Californien. Han har sort bælte ved Eddie Bravos 10th Planet Jiu-Jitsu, en slags no-gi Brasiliansk jiu-jitsu, og sort bælte i gi Brasiliansk jiu-jitsu ved Jean Jacques Machado.
Rogan blev opdraget katolsk og gik på katolsk skole i 1. klasse, men har siden valgt ikke at følge nogen religion og identificerer sig selv som agnostiker. Han er meget kritisk over for den Romerskkatolske kirke og mener, på baggrund af sine erfaringer som tidligere medlem, at institutionen er undertrykkende.

## Synspunkter

### Covid-19
I april 2021 udtalte Rogan i forbindelse med COVID-19-pandemien, sin overbevisning om, at unge og raske mennesker ikke bør bekymre sig om at blive vaccineret. Rogan blev kritiseret af Det Hvide Hus' medicinske chefrådgiver Anthony Fauci, som beskyldte ham for at komme med vildledende kommentarer vedrørende COVID-19-vaccinerne. Efterfølgende trak Rogan sin udtalelse tilbage og kaldte sig selv en "idiot" og "ikke en respekteret kilde til information".
I august 2021 udtrykte Rogan bekymring for, at midler til afbødning såsom vaccinepas ville bringe samfundet "et skridt tættere på diktatur".
Den 1. september 2021 blev Rogan testet positiv for virussen. Kort efter udgav han en onlinevideo, der rapporterede om status for hans tilstand og oplyste, at han havde påbegyndt et kur, der inkluderede monoklonale antistoffer, azithromycin, et vitamindrop samt ivermectin, et lægemiddel, der normalt tages til behandling af parasitangreb og ikke er anbefalet af medicinske eksperter til behandling af COVID-19. Dette forårsagede nogle kontroverser på grund af en stigning i gift-relaterede hospitalsindlæggelser af mennesker, der havde selvmedicineret med en form af ivermectin beregnet til at behandle husdyr, som typisk har en betydeligt større dosis end mennesker. Rogan kritiserede CNN for at beskrive ivermectin som et "ormemiddel for heste". Ambulant ordination af ivermectin steg betydeligt på grund af den ubeviste påstand om, at det er effektivt mod COVID-19. FDA kaldte denne tendens "foruroligende".
Den 3. september 2021 testede Rogan negativ for virussen.
I januar 2022 skrev 270 videnskabsfolk, læger og sundhedspersonale et åbent brev til Spotify, hvor de udtrykte bekymring over "falske og samfundsskadelige påstande" på The Joe Rogan Experience og bad Spotify om at "etablere en klar og offentlig politik for at imødegå misinformation på deres platform." De 270 underskrivere nævnte Rogans "udsendelse af misinformation, især vedrørende COVID-19-pandemien" og mere specifikt "en yderst kontroversiel episode med gæsten dr. Robert Malone (#1757). Episoden er blevet kritiseret for at fremme grundløse konspirationsteorier", herunder "en ubegrundet teori om, at samfundsledere har 'hypnotiseret' offentligheden." Underskriverne hævdede yderligere at "dr. Malone er en af to nylige JRE-gæster, der har sammenlignet pandemipolitikker med Holocaust. Disse handlinger er ikke kun stødende og stødende, men også medicinsk og kulturelt farlige." Underskriverne bemærkede også, at Malone er blevet suspenderet fra Twitter "for at sprede misinformation om COVID-19".

## The Joe Rogan Experience
Joe Rogan har haft sin populære podcast, The Joe Rogan Experience, siden 2010. Han har bl.a. Sam Harris, Jordan Peterson, Milo Yiannopoulos, Neil deGrasse Tyson, Alex Jones, Leah Remini, Ronda Rousey, Bernie Sanders, Elon Musk, Edward Snowden, Russell Brand og mange flere gæstet podcasten.